# Mārtiņš Blūms
Mārtiņš Blūms (* 17. Oktober 1995) ist ein lettischer Cross-Country-Mountainbiker.

## Sportlicher Werdegang
Als Junior gewann Blūms 2013 die lettischen Meisterschaften im olympischen Cross-Country (XCO). 2017 war er in der U23-Wertung des Mountainbike-Weltcups sehr erfolgreich; er siegte zweimal (in Lenzerheide und Mont Sainte-Anne), stand drei weitere Male auf dem Podium und gewann am Ende des Jahres die U23-Gesamtwertung. Bei den Mountainbike-Europameisterschaften 2017 erzielte er den vierten Platz der U23.
Hatte er auf nationaler Ebene schon 2016 und 2017 Meistertitel geholt, so wurde er ab 2019 zum bestimmenden Fahrer des Landes und gewann die Meisterschaften im XCO sechsmal in Folge. Ab 2021 hatte er auch in der internationalen Elite zunehmend bessere Resultate: Im Shorttrack war er bei den Weltmeisterschaften von 2021 bis 2023 jeweils unter den ersten Sechs, ebenso bei den Mountainbike-Marathon-Weltmeisterschaften 2022. Im Weltcup 2023 stand er beim XCC-Rennen von Leogang auf dem Podium, bei den XCO-Rennen von Lenzerheide und Snowshoe Mountain war er unter den Top 10. Er vertrat Lettland im olympischen Mountainbikerennen 2024 und kam auf den 17. Platz.
Für seine Erfolge wurde Blūms 2017 und 2021 als lettischer Radsportler des Jahres ausgezeichnet.

## Erfolge

### Mountainbike
2013
 Lettischer Meister – XCO (Junioren)
2016
 Lettischer Meister – XCO
2017
 Lettischer Meister – XCM
Gesamtwertung und zwei Siege UCI-Mountainbike-Weltcup (U23)
2019
 Lettischer Meister – XCO
2020
 Lettischer Meister – XCO
2021
 Lettischer Meister – XCO
2022
 Lettischer Meister – XCO
2023
 Lettischer Meister – XCO
2024
 Lettischer Meister – XCO, XCC, XCM

### Straße
2018
Punktewertung Tour of Black Sea